# Jan Betker
Jan Betker (n. 19 iulie 1960, Regina, Saskatchewan, Canada) este o jucătoare de curl ce a reprezentat Canada, medaliată olimpică. A participat la o ediție a Jocurilor Olimpice (1998) în care a câștigat o medalie de aur.

## Participări
Lista de mai jos prezintă principalele competiții la care a participat Jan Betker de-a lungul carierei.
- curling at the 1998 Winter Olympics[*]